# Nowa Zelandia na Zimowych Igrzyskach Olimpijskich 1952
Nową Zelandię na Zimowych Igrzyskach Olimpijskich 1952 reprezentowało troje zawodników: dwóch mężczyzn i jedna kobieta. Był to debiut reprezentacji Nowej Zelandii na zimowych igrzyskach olimpijskich. Wszyscy zawodnicy startowali w narciarstwie alpejskim.

## Skład kadry

### Narciarstwo alpejskie
Mężczyźni
Zjazd
| Zawodnik         | Czas   | Miejsce |
| ---------------- | ------ | ------- |
| Herbert Familton | 3:44,6 | 65.     |

Slalom specjalny
| Zawodnik  | Czas 1. przejazdu | Czas 2. przejazdu | Łączny czas   | Pozycja |
| --------- | ----------------- | ----------------- | ------------- | ------- |
| Bill Hunt | 1:29,5            | Nie awansował     | Nie awansował | 75.     |

Slalom gigant
| Zawodnik         | Czas   | Miejsce |
| ---------------- | ------ | ------- |
| Bill Hunt        | 3:51,6 | 81.     |
| Herbert Familton | 3:31,7 | 77.     |

Kobiety
Slalom specjalny
| Zawodnik        | Czas 1. przejazdu | Czas 2. przejazdu         | Łączny czas               | Pozycja                   |
| --------------- | ----------------- | ------------------------- | ------------------------- | ------------------------- |
| Annette Johnson | Dyskwalifikacja   | Nie ukończyła konkurencji | Nie ukończyła konkurencji | Nie ukończyła konkurencji |

Slalom gigant
| Zawodniczka     | Czas   | Miejsce |
| --------------- | ------ | ------- |
| Annette Johnson | 2:57,7 | 39.     |